# Axel Nordhult
Axel Nordhult, född 30 december 1893 i Fellingsbro församling, Örebro län. död 8 januari 1967 i Kungsholms församling, Stockholm, var en svensk fysiker och lärare.
Axel Nordhult var son till lantbrukaren Per Johan Larsson. Han avlade studentexamen i Örebro 1914, filosofie magisterexamen vid Uppsala universitet 1918, utexaminerades från Tekniska högskolan 1921 och blev 1927 filosofie licentiat vid Uppsala universitet. Nordhult blev filosofie doktor 1929 och var 1929–1931 docent i fysik vid Uppsala universitet. Han utnämndes 1931 till lektor i fysik och matematik vid Högre allmänna läroverket för flickor i Göteborg, fick transport till Bromma högre allmänna läroverk och var rektor vid Högre tekniska läroverket i Stockholm från 1939. Nordhult behandlade i sin vetenskapliga produktion främst röntgenstrålarnas brytning och dispersion samt röntgenspektroskopi. Han framträdde även i pedagogiska frågor och var ledamot av 1946 års skolkommissions expertråd.